# 毛泽东秘书
原中共中央主席毛泽东一生曾任用过许多秘书，最有名的是“五大秘书”：胡乔木、田家英、叶子龙、陈伯达、江青。叶永烈在其最早出版于2010年的著作《毛泽东和他的秘书们》中列出了自己经多年考证的37位秘书。按照秘书具体负责的工作可分为：政治秘书（胡乔木、陈伯达等）、日常秘书（田家英等）、生活秘书（江青等）、机要秘书（高智、罗光禄等）等。

## 历任秘书
| 姓名   | 任期                |
| ------ | ------------------- |
| 谭政   | 1928-1930           |
| 江华   | 1928-1929           |
| 贺子珍 | 1928-1937           |
| 谢维俊 | 1928-1929           |
| 古柏   | 1930-1933           |
| 曾碧漪 | 1930-1933           |
| 李井泉 | 1930-1931           |
| 郭化若 | 1931                |
| 谢觉哉 | 1933-1934           |
| 黄祖炎 | 1933-1935           |
| 王首道 | 1933-1934;1937-1944 |
| 李一氓 | 1935                |
| 童小鹏 | 1935-1936           |
| 叶子龙 | 1935-1962           |
| 吴亮平 | 1936-1937           |
| 张文彬 | 1936-1937           |
| 周小舟 | 1936-1938           |
| 李六如 | 1937-1940           |
| 和培元 | 1938-1941           |
| 华民   | 1938                |
| 江青   | 1938-1976           |
| 陈伯达 | 1939-1970           |
| 张如心 | 1941-1942           |
| 柴沫   | 1941-1945           |
| 胡乔木 | 1942-1966           |
| 王炳南 | 1945                |
| 田家英 | 1948-1966           |
| 罗光禄 | 1948-1963           |
| 王鹤滨 | 1949-1953           |
| 高智   | 1953-1962           |
| 林克   | 1954-1966           |
| 徐业夫 | 1957-1974           |
| 李锐   | 1958-1959           |
| 谢静宜 | 1959-1976           |
| 戚本禹 | 1966-1968           |
| 高碧岑 | 1968-1974           |
| 张玉凤 | 1970-1976           |

## 五大秘书

### 叶子龙
叶子龙（1916-2003），1935年到1962年一直在毛泽东身边工作，长达27年。1962年5月，调任北京市委工业部副部长。

### 江青
江青（1914-1991），1938年8月调任中央军委办公室秘书，在毛泽东身边工作，成为照顾毛泽东起居的生活秘书。同年11月20日与毛泽东结婚。

### 陈伯达
陈伯达（1904-1989），1939年至1970年担任毛泽东秘书，前后共达31年，是担任秘书时间最长的一个。陈伯达1937年到达延安，后在延安一次座谈会上讨论孙中山思想，陈伯达说：“我认为，孙中山的思想有两个两重性——既包括小资产阶级思想的两重性，又包括民族资产阶级思想的两重性……”，毛泽东称赞“很恰当地分析了孙中山思想的阶级属性问题”，会后毛泽东还专门把陈伯达留下来了解了一下他的情况，随后毛泽东又邀他参加接待外宾的宴会，毛泽东得知陈伯达通晓古代哲学，而他正巧也对中国古代哲学饶有兴趣时，他们之间越谈越投机，从此他成为毛泽东的秘书。毛泽东让他超脱于一般秘书事务，主要从事政治理论研究工作。

### 胡乔木
胡乔木（1912-1992），1941年至1969年（66年-69年养病，但未撤职）担任毛泽东的政治秘书。

### 田家英
田家英（1922-1966），曾在延安《解放日报》上发表过《从侯方域说起》一文，毛泽东读后颇为赞赏。当毛岸英需要一位老师时，毛泽东就想起了田家英，请他当老师教历史、语文。在陈伯达、胡乔木的推荐下，1948年10月开始担任毛泽东日常秘书，毛泽东将存折、稿费、印章都交给他保管。1966年5月22日，因“一贯反右”、“篡改毛泽东著作”被停职反省，工作由戚本禹接替。23日上午，田家英自缢于中南海永福堂。1980年获平反。

## 其他秘书
主要对如何成为毛泽东秘书、任职期间工作内容、因何离任、出版的毛泽东相关书箱等做简要介绍。
- 高碧岑（1933-），1955－1968年，担任毛泽东贴身警卫。1968－1972年，担任毛泽东机要秘书[3]。
- 张玉凤（1945-），曾在铁道部专运处工作，为毛泽东专列的服务员。1970年7月调进中南海成为毛泽东生活秘书[註 3]，在与毛泽东朝夕相处的过程中，慢慢过渡成机要秘书，甚至掌握着毛泽东私人保险柜的钥匙[4]。